# Alta (Utah)
Alta és una població dels Estats Units a l'estat de Utah. Segons el cens del 2000 tenia 370 habitants.

## Demografia
Segons el cens del 2000, Alta tenia 370 habitants, 67 habitatges, i 36 famílies. La densitat de població era de 35,3 habitants per km².
Dels 67 habitatges en un 22,4% hi vivien nens de menys de 18 anys, en un 52,2% hi vivien parelles casades, en un 0% dones solteres, i en un 44,8% no eren unitats familiars. En el 28,4% dels habitatges hi vivien persones soles l'1,5% de les quals corresponia a persones de 65 anys o més que vivien soles. El nombre mitjà de persones vivint en cada habitatge era de 2,12 i el nombre mitjà de persones que vivien en cada família era de 2,62.
Per edats la població es repartia de la següent manera: un 6,2% tenia menys de 18 anys, un 30,5% entre 18 i 24, un 44,6% entre 25 i 44, un 15,4% de 45 a 60 i un 3,2% 65 anys o més.
L'edat mediana era de 29 anys. Per cada 100 dones de 18 o més anys hi havia 285,6 homes.
La renda mediana per habitatge era de 51.250 $ i la renda mediana per família de 94.654 $. Els homes tenien una renda mediana de 32.639 $ mentre que les dones 18.889 $. La renda per capita de la població era de 66.566 $. Cap de les famílies i el 19,1% de la població estaven per davall del llindar de pobresa.

## Poblacions més properes
El següent diagrama mostra les poblacions més properes.